# José Miguel Contreras
José Miguel Contreras (Madrid, 1958) és un empresari de la comunicació espanyol.
Catedràtic en Comunicació Audiovisual i Publicitat, els seus inicis professionals va ser a la premsa (El País) i a la ràdio (Radio 3 de RNE i Radio El País). Però aviat es va vincular a la televisió, a les perspectives dels canals privats i les autonòmiques. Va ser director de programes de Canal+ i director de programes i esports a Telemadrid. El 1993 va crear la primera companyia de màrqueting i d'investigació televisiva d'Espanya i Iberoamèrica, la GECA (Gabinete de Estudios de la Comunicación Audiovisual). La fusió amb Globomedia i Promofilm va donar origen al Grupo Árbol. Va ser conseller delegat de laSexta de 2006 a 2012, i des de febrer de 2013 conseller no executiu d'Antena 3, després de la fusió d'ambdós canals.